# Liste von Sakralbauten im Hochtaunuskreis

Hochtaunuskreis.

Die Liste von Sakralbauten im Hochtaunuskreis umfasst Gotteshäuser in Trägerschaft der christlichen Konfessionen und anderer religiöser Gemeinschaften im Hochtaunuskreis, Hessen. Sie ist untergliedert in:
- Liste von Sakralbauten in Bad Homburg vor der Höhe
- Liste von Sakralbauten in Oberursel (Taunus)
- Liste von Sakralbauten in Friedrichsdorf
- Liste von Sakralbauten in Kronberg im Taunus
- Liste von Sakralbauten in Königstein im Taunus
- Liste von Sakralbauten in Neu-Anspach
- Liste von Sakralbauten in Usingen
- Liste von Sakralbauten in Steinbach (Taunus)
- Liste von Sakralbauten in Wehrheim
- Liste von Sakralbauten in Schmitten
- Liste von Sakralbauten in Weilrod
- Liste von Sakralbauten in Glashütten
- Liste von Sakralbauten in Grävenwiesbach